# José da Silva Panão

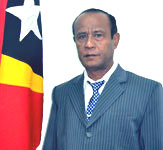
José da Silva Panão

José da Silva Panão (* 4. November 1955 in Ossu, Portugiesisch-Timor; † 16. August 2015 in Jakarta, Indonesien), Kampfname Fo Laran (Folaran), war ein Politiker aus Osttimor. Er war zuletzt Mitglied der Partei Congresso Nacional da Reconstrução Timorense (CNRT).
Während der indonesischen Besatzungszeit (1975–1999) war Panão ein prominentes Mitglied des Widerstands. Mitte 1977 wurde Panão auf einem Treffen des Zentralkomitees der FRETILIN (CCF) in Aicurus, aufgrund von Meinungsverschiedenheiten über die Umstrukturierung der FALINTIL, als Stabschef durch Domingos da Costa Ribeiro abgelöst.
Vom 1. Januar 1976 bis 28. November 1978 war er Mitglied des regionalen Zentralkomitees der FRETILIN und vom 29. November bis 31. Dezember 1978 einfacher Aktivist. Vom 1. Februar 1976 bis 28. Februar 1977 war Panão der Verantwortliche der OPJT (Organização Popular da Juventude Timorense) für die Region Ponta Leste, vom 28. November 1977 bis 3. Dezember 1978 Zonenaktivist im Sektor Ponta Leste und vom 1. Dezember bis 2. März 1978 stellvertretender Verantwortlicher für die Verbindung und Information in der Autonomen Region Dili.
Zwischen dem 3. Mai und 10. Oktober 1980 war Panão von den Indonesiern auf die Insel Atauro verbannt worden.
Vom 1. Dezember 1980 bis zum 3. März 1981 übernahm er die Position des Vizepräsidenten für Verbindung und Information in der Region Ponta Leste, vom 3. März 1981 bis 31. Dezember 1986 als Verbindungs- und Informationsmitglied des CRRN (Concelho Revolucionário da Resistência Nacional) und vom 1. Januar 1987 bis zum 31. Dezember 1992 Mitglied der Gruppe für Agitation und Propaganda. Vom 15. August 1993 bis 14. September 1998 war er Sekretär des ODR (Ordem Diretiva da Resistência) und vom 15. September 1998 bis zum 25. Oktober 1999 Sekretär der Autonomen Region Dili der FPI (Frente Política Interna).
Auf Listenplatz 5 gewann Panão bei den Wahlen am 30. August 2001 für die Partido Democrático (PD) einen Sitz in die verfassunggebende Versammlung, trat ihn aber nicht an.
2007 gehörte Panão zu den Gründungsmitgliedern der Partei CNRT und wurde ihr stellvertretender Generalsekretär.
Ab 2012 war er Abgeordneter im Nationalparlament Osttimors und hier Vizevorsitzender der Kommission für Infrastruktur, Transport und Kommunikation (Kommission E). Am 16. August 2015 starb Panão im Waloyu Hospital in Jakarta auf einer Dienstreise. Der Tod kam unerwartet.

## Sonstiges
Sein Engagement für die Befreiung des Volkes wurde Panão am 28. November 2006 mit dem Ordem Nicolau Lobato ausgezeichnet. Er erhielt die Veteranenehrung ersten Grades. Als Gründungsmitglied des Widerstands erhielt er zudem den Ordem de Dom Boaventura.
Panão war verheiratet und hatte sechs Kinder.